# Pierre Adolphe Piorry
Pierre Adolphe Piorry (31 grudnia 1794 w Poitiers, zm. 29 maja 1879) – francuski lekarz. Uważany jest za jednego z wynalazców pleksimetrii (metody badania przez opukiwanie) oraz wzbogacenie słownictwa medycznego o takie terminy jak toksyna, toksemia, posocznica.